# Sonatel
Sonatel (Société Nationale des Télécommunications du Senegal) — основной провайдер электросвязи в Сенегале. Компания специализируется на обеспечении мобильной и стационарной связи, Интернет-коммуникаций, телевидения и корпоративной электросвязи. Компания обеспечивает прокладку оптоволоконных кабелей в Африке и обслуживает более 2,200 километров оптоволоконной сети в Сенегале.
Головной офис компании расположен в Дакаре, столице Сенегала. Orange S.A владеет контрольным пакетом акций Sonatel в 42,33 %, что отмечено в BRVM.
Компания является вторым по популярности провайдером мобильной связи в Бамако, Мали, и имеет около миллиона абонентов в этом государстве.
Основной целью компании является обеспечение доступной и качественной связью в странах ECOWAS. Помимо Сенегала Sonatel предоставляет свои услуги в ДРК, Египте, Гвинее, Гвинее-Бисау, Люксембурге, Кот-д’Ивуаре, Мали, Молдове и на Мадагаскаре.
Компания была основана в 1985 году.